# Реџина Гиденс
Реџина Гиденс је измишљени лик из представе Мале лисице (1939), драматурга Лилијан Хелман.
Реџина Гиденс живи са кћерком Александром у раскошној вили, а недалеко од ње су и њена два брата – Бен и Оскар Хабард. Они су најбогатија и најутицајнија породица у граду, а Реџина је несумњиво њен матријарх. Када се Хабардови договоре да заједно уложе новац у једну нову фирму, и ту идеју изнесу сестри, наравно уз предлог да и она инвестира један део, она одлучује да је крајње време да се њен муж Хорејс врати кући и уступи јој своје обвезнице. Шаље кћерку на пут, али јој не говори о чему се ради. Хорејс Гиденс је месецима лежао у болници, а жена га никада није посетила. Реџина му је увек показивала да га не воли, те га стога не вара њена умилна глума када са кћерком стигне кући. Иако Хабардови пожурују сестру да мужа увуче у посао, они краду његове обвезнице и закључују уговор. Видевши да љубазним тоном ништа не постиже Гиденсова виче, вређа и прети. Хорејс сазнаје да су му шураци украли обезнице, али не жели да их тужи иако има доказе. Реџина схвата да је то супругова освета: ако би их тужио, и нормално добио њихову новчану надокнаду, свакако да се не би дуго користио њоме јер му је остало још неколико недеља живота, те да би она свакако припала Реџини. С друге стране, све док нису законски гоњени, Оскар и Бен Хабард неће дати сестри трећину фирме „јер она није дала обвезнице“. Након бурне свађе са женом, Хорејс губи снагу и пада на под. Премда зна да му је хитно потребан лек, Реџина мирно седи на фотељи и не реагује на његове очајничке молбе за помоћ. Хорејс то вече умире, а браћа Хабард долазе да се распитају како му је. Затичу пак сестру како самоуверено силази низ степенице и говори им да жели велику већину. Они се најпре буне, али када им каже да ће их тужити за крађу обвезница које су сада њено власништво и да неће имати милости они прихватају њен захтев. Видевши да њена мајка непуних сат времена после смрти свог супруга расправља о пословним подухватима, Александра са вереником бежи од куће. Реџина посматра кроз прозор како ова одлази, тешко јој је што показује благом дрхтавицом која јој пролази телом, али ипак не одустаје од своје намере.
Амерички филмски институт је Реџину Гиденс прогласио за једног од педесет највећих филмских зликоваца свих времена. У представама су је играле Талула Банкхед, Ен Банкрофт, Елизабет Тејлор (номинована за Награду Тони за своју изведбу) и Стокард Чанинг, а у филму Бети Дејвис – номинована за Оскар за најбољу главну глумицу за ту улогу.